# 亨利·伯特
亨利·约翰·伯特（英語：Henry John Burt，1875年5月6日—1960年9月20日），英国男子射击运动员。他曾代表英国参加1912年夏季奥林匹克运动会射击比赛，获得男子50米步枪卧射铜牌。